# 황종석
황종석 (黃宗錫, Hwang, Jong Seog, 1968년 3월 15일 - )은 대한민국의 목회자이며 현재 백석대학교 대학원 실천신학교수이다. 21C목회연구소 수석연구교수이며, 전도KOREA 원장을 맡고 있으며 거룩한빛예수마을교회 담임목사이다.

## 학력
- 안양대학교 신학과
- 안양대 대학원 목회자 전문과정
- 프리토리아 대학교 [University of Pretoria B.A(honores)]
- University of Pretoria M.A(theology)
- University of Pretoria Ph.D

## 경력
- 현) 거룩한빛예수마을교회담임
- 현) 백석대학 대학원 실천신학 설교학 교수
- 전) 21C목회연구소 수석연구교수
- 전도KOREA 원장
- 전) 한국목회사역연구소 소장
- 전) 월간모닝컴 편집주간
- 전) 소망교회(대신) 등대교회(대신) 신양교회(통합) 부목사

## 논문
- (M.A theology)The study of the sermon forms: A Historic, Homiletic and Communicative Study For Practical Application in the Korean Church
- (Ph.D)The sermon form as a dimension of communication in the current worship context in South Korean Churches
- 효과적이며 의사소통적인 설교를 위한 다양한 설교형식이해(Understanding of Diverse Sermon Forms for Effective Communicative Preaching)
- 제파스(Zerfas)의 실천신학방법모델을 통한 한국교회의 실천적 기도 회복에 대한 고찰
- 현대 여성목회와 설교의 방향
- 오순절 신학과 종교개혁

## 저서
- 라이브설교
- 생명전도

## 같이 보기
- 한국의 신학자 목록